# San Francisco Morazán
San Francisco Morazán es un distrito del municipio de Chalatenango Centro del departamento de Chalatenango, El Salvador. Según el censo oficial de 2024, tiene una población de 3 036 habitantes.
| Censo | Población | Cambio | Porcentaje |
| ----- | --------- | ------ | ---------- |
| 2007  | 3 919     | N/D    | N/D        |
| 2024  | 3 036     | -883   | -22.5%     |

## Historia
En la época posterior a la independencia centroamericana, existía el villorrio de San Francisco, en el partido de Tejutla. El año 1850, sus habitantes pidieron al Gobierno salvadoreño la erección en pueblo de la localidad, título que obtuvo el día 16 de marzo con el nombre de San Francisco Morazán. En esos años era presidente de El Salvador el ferviente liberal Doroteo Vasconcelos, por lo que se explica el nombre del prócer centroamericano Francisco Morazán, con el que fue denominada dicha aldea.
En el 13 de enero de 1854, el Gobernador José D. Montiel reporta en un informe de mejoras en el Departamento de Cuscatlán que en San Francisco se había construido un calabozo de 6 varas de largo y 3 de ancho, pared de adobe, cubierto de teja, con su reja, chapa y llave. También se hizo un cimiento de piedra y lodo a la orilla del corredor del cabildo, blanqueada la sala de su oficina y se reparó algunos pedazos de camino.
Hasta 1855 formó parte del departamento de Cuscatlán, y a partir de ese año pertenece a Chalatenango.
El arzobispo Óscar Arnulfo Romero asistió por representación a la misa del día de San Francisco en octubre de 1979.

## Información general
El distrito tiene un área de 97,17 km², y la cabecera una altitud de 460 m s. n. m. Las fiestas patronales se celebran en el mes de octubre en honor a San Francisco de Asís. En el lugar se encuentra el sitio arqueológico Las Mataras, perteneciente al Período Clásico mesoamericano.